# اوسا، اوئیتا
اوسا در استان اوئیتا در کشور ژاپن واقع شده‌است  که دارای جمعیت ۵۹٬۹۷۱ نفر و مساحت ۴۳۹٫۱۲ کیلومتر مربع با تراکم جمعیت ۱۳۷  نفر در کیلومترمربع است و در تاریخ ۱ آوریل ۱۹۶۷ به عنوان شهر شناخته شد.